# Voetbal op de Olympische Zomerspelen 1908
Voetbal is een van de sporten die beoefend werden tijdens de Olympische Zomerspelen 1908 in Londen.

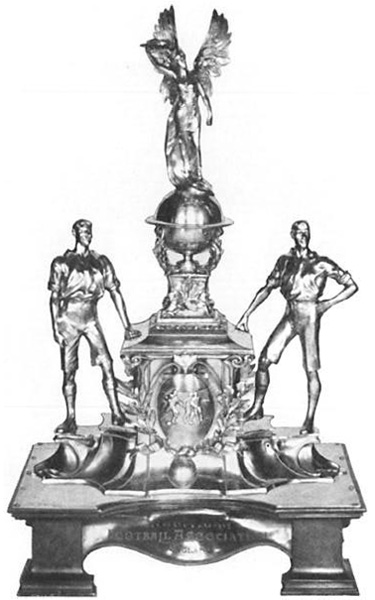
Door de Engelse voetbalbond beschikbaar gestelde wisselbeker

Acht teams hadden zich ingeschreven voor dit toernooi, waarvan twee uit Frankrijk. Ieder deelnemend land mocht maximaal vier teams inschrijven. De teams uit Hongarije (dat had geloot tegen Nederland) en Bohemen (dat had geloot tegen Frankrijk A) trokken zich kort voor het begin van het toernooi terug.
Naast de gouden medaille werd aan het winnende team een door de Engelse voetbalbond beschikbaar gestelde wisselbeker uitgereikt.

## Toernooimodus
De winnaars van de gouden en zilveren medailles werden via het normale knock-outsysteem bepaald. De twee winnaars van de wedstrijden tussen de vier verliezers uit de eerste ronde zouden spelen tegen de twee verliezend halvefinalisten. De winnaars van deze twee wedstrijden zouden tegen elkaar spelen om de bronzen medaille.

## Competitieschema
| R1 | Eerste ronde | SF | Halve finales | B | Om derde plaats | F | Finale |

| 19 maa | 20 din | 21 woe | 22 don | 23 vrij | 24 zat |
| ------ | ------ | ------ | ------ | ------- | ------ |
| R1     | R1     |        | ½      | B       | F      |

## Heren
|  | kwartfinale         | kwartfinale         |                     |    | halve finale        | halve finale        |   |  | finale | finale |
|  |                     |                     |                     |    |                     |                     |   |  |        |        |
|  | 19 oktober – Londen |                     |                     |    |                     |                     |   |  |        |        |
|  |                     |                     |                     |    |                     |                     |   |  |        |        |
|  | Denemarken          | 9                   |                     |    |                     |                     |   |  |        |        |
|  | Denemarken          | 9                   | 22 oktober – Londen |    |                     |                     |   |  |        |        |
|  | Frankrijk B-elftal  | 0                   |                     |    |                     |                     |   |  |        |        |
|  | Frankrijk B-elftal  | 0                   | Denemarken          | 17 |                     |                     |   |  |        |        |
|  |                     |                     | Denemarken          | 17 |                     |                     |   |  |        |        |
|  |                     | Frankrijk           | 1                   |    |                     |                     |   |  |        |        |
|  | Frankrijk (regl.)   | Frankrijk           | 1                   | 2  |                     |                     |   |  |        |        |
|  | Frankrijk (regl.)   |                     | 24 oktober – Londen | 2  |                     |                     |   |  |        |        |
|  | Bohemen             | 0                   |                     |    |                     |                     |   |  |        |        |
|  | Bohemen             | 0                   | Denemarken          | 0  |                     |                     |   |  |        |        |
|  | 20 oktober – Londen |                     | Denemarken          | 0  |                     |                     |   |  |        |        |
|  |                     | Groot-Brittannië    | 2                   |    |                     |                     |   |  |        |        |
|  | Groot-Brittannië    | Groot-Brittannië    | 2                   | 12 |                     |                     |   |  |        |        |
|  | Groot-Brittannië    | 22 oktober – Londen |                     | 12 |                     |                     |   |  |        |        |
|  | Zweden              | 1                   |                     |    |                     |                     |   |  |        |        |
|  | Zweden              | 1                   | Groot-Brittannië    | 4  | derde plaats        | derde plaats        |   |  |        |        |
|  |                     |                     | Groot-Brittannië    | 4  | derde plaats        | derde plaats        |   |  |        |        |
|  |                     | Nederland           | 0                   |    | 23 oktober – Londen | 23 oktober – Londen |   |  |        |        |
|  | Nederland (regl.)   | Nederland           | 0                   | 2  | 23 oktober – Londen | 23 oktober – Londen |   |  |        |        |
|  | Nederland (regl.)   |                     |                     |    |                     | Nederland           | 2 |  |        |        |
|  | Hongarije           | 0                   |                     |    |                     | Nederland           | 2 |  |        |        |
|  | Hongarije           | 0                   | Zweden              | 0  |                     |                     |   |  |        |        |
|  |                     |                     | Zweden              | 0  |                     |                     |   |  |        |        |

### Eerste ronde
|                                 |                                                                           |       |                    |                                                                                  |
| 19 oktober 1908 15:00 uur (UTC) | Denemarken                                                                | 9 – 0 | Frankrijk B-elftal | White City Stadium, Londen Toeschouwers: 2.000 Scheidsrechter: Thomas Kyle (ENG) |
| 19 oktober 1908 15:00 uur (UTC) | Middelboe 10', 50' Wolfhagen 15', 17', 67', 72' Bohr 25', 46' Nielsen 78' |       |                    | White City Stadium, Londen Toeschouwers: 2.000 Scheidsrechter: Thomas Kyle (ENG) |

|                 |           |                      |           |  |
| 19 oktober 1908 | Nederland | 2 – 0 (reglementair) | Hongarije |  |
| 19 oktober 1908 |           |                      |           |  |

|                 |           |                      |         |  |
| 19 oktober 1908 | Frankrijk | 2 – 0 (reglementair) | Bohemen |  |
| 19 oktober 1908 |           |                      |         |  |

|                                 |                                                                                                |        |               |                                                                                    |
| 20 oktober 1908 15:00 uur (UTC) | Groot-Brittannië                                                                               | 12 – 1 | Zweden        | White City Stadium, Londen Toeschouwers: 2.000 Scheidsrechter: John Ibbotson (ENG) |
| 20 oktober 1908 15:00 uur (UTC) | Stapley 13', 75' Woodward 17' 31' Berry 20' Chapman 25' Purnell 30' 35' 66' 85' Hawkes 70' 80' |        | 65' Bergström | White City Stadium, Londen Toeschouwers: 2.000 Scheidsrechter: John Ibbotson (ENG) |

### Halve finales
|                                 | |        |           |                                                                                    |
| 22 oktober 1908 15:00 uur (UTC) | Denemarken | 17 – 1 | Frankrijk | White City Stadium, Londen[ Toeschouwers: 1.000 Scheidsrechter: Tom Campbell (ENG) |
| 22 oktober 1908 15:00 uur (UTC) | Sophus Nielsen 3', 4', 7', 39', 46', 48', 52', 64', 66', 76' Émile Sartorius 16' August Lindgren 18', 37' Vilhelm Wolfhagen 60', 72', 82', 89' Nils Middelboe 68' |        |           | White City Stadium, Londen[ Toeschouwers: 1.000 Scheidsrechter: Tom Campbell (ENG) |

|                                 |                            |       |           |                                                                                    |
| 22 oktober 1908 15:00 uur (UTC) | Groot-Brittannië           | 4 – 0 | Nederland | White City Stadium, Londen Toeschouwers: 6.000 Scheidsrechter: Jack Howcroft (ENG) |
| 22 oktober 1908 15:00 uur (UTC) | Stapley 37', 60', 64', 75' |       |           | White City Stadium, Londen Toeschouwers: 6.000 Scheidsrechter: Jack Howcroft (ENG) |

### Bronzen finale
Omdat Frankrijk zich ook terugtrok speelden Nederland en Zweden direct na de eerste ronde om de derde plaats.
|                                 |                                  |       |        |                                                                                    |
| 23 oktober 1908 15:00 uur (UTC) | Nederland                        | 2 – 0 | Zweden | White City Stadium, Londen Toeschouwers: 1.000 Scheidsrechter: Jacky Pearson (ENG) |
| 23 oktober 1908 15:00 uur (UTC) | Jops Reeman 6' Edu Snethlage 58' |       |        | White City Stadium, Londen Toeschouwers: 1.000 Scheidsrechter: Jacky Pearson (ENG) |

### Finale
|                                 |                          |       |            |                                                                                 |
| 24 oktober 1908 15:00 uur (UTC) | Groot-Brittannië         | 2 – 0 | Denemarken | White City Stadium, Londen Toeschouwers: 8.000 Scheidsrechter: John Lewis (ENG) |
| 24 oktober 1908 15:00 uur (UTC) | Chapman 20' Woodward 46' |       |            | White City Stadium, Londen Toeschouwers: 8.000 Scheidsrechter: John Lewis (ENG) |

### Eindrangschikking
| rang   | land  | sporters |
| ------ | ----- | --- |
| Goud   | GBR   | Horace Bailey, Arthur Berry, Frederick Chapman , Walter Corbett, Harold Hardman, Robert Hawkes, Kenneth Hunt, Herbert Smith, Harold Stapley, Clyde Purnell, Vivian Woodward                                                            |
| Zilver | DEN   | Peter Marius Andersen, Harald Bohr, Charles Buchwald, Ludvig Drescher, Johannes Gandil, Harald Hansen, August Lindgren, Kristian Middelboe , Nils Middelboe, Sophus Nielsen, Oskar Nielsen-Nørland, Bjørn Rasmussen, Vilhelm Wolfhagen |
| Brons  | NED   | Reinier Beeuwkes, Frans de Bruijn Kops, Karel Heijting, Jan Kok, Bok de Korver , Miel Mundt, Lou Otten, Jops Reeman, Edu Snethlage, Ed Sol, Jan Thomée, Caius Welcker                                                                  |
| 4      | SWE   | Sune Almkvist, Nils Andersson, Karl Ansén, Oskar Bengtsson, Gustaf Bergström, Arvid Fagrell, Åke Fjästad, Karl Gustafsson, Valter Lidén, Hans Lindman , Teodor Malm, Sven Ohlsson, Olle Olsson, Sven Olsson                            |
| —      | FRA A | Yves Albert, Georges Bayrou, Gaston Cypres, Jean Dubly, Jean Fenouillere, Albert François , Charles Renaux, Émile Sartorius, Roland Schubart, Maurice Tillette, Ursule Wibaut                                                          |
| —      | FRA B | Charles Bilot, Serge Dastarac, Victor Denis, François Desrousseaux, Marcel Eucher, Adrien Filez, Henri Holgart, Fernand Jenicot, Paul Mathaux, E. Morillon, Jules Verlet                                                               |